# Søren Hagen
Søren Per Hagen (født 23. januar 1957 i Utterslev), er en dansk maler, kendt for sine stramt komponerede nyrealistiske oliemalerier, hvor der er gjort rede for hver detalje. Hans kunst opererer med mange lag af betydninger, i forbindelse med de manipulationer han tilføjer virkeligheden. Siden sit store gennembrud i 1986 - hvor hans billeder blev antaget på Kunstnernes Efterårsudstilling, fik dem vist i tre landsdækkende aviser og solgte til Ny Carlsbergfondet - har Søren Hagen om nogen manifesteret maleriets genkomst på kunstscenen med sine undertiden monumentale lærreder. Årets Kunstner hos Jyllands-Posten 2003. Tidligere modtager af Akademirådets Pris.  

## Kunst
Søren Hagen, der er søn af en københavnsk klejnsmed, fik som autodidakt kunstner sit store gennembrud i 1986, da han blev antaget ved Kunstnernes Efterårsudstilling, solgte til Ny Carlsbergfondet og blev præmieret af Akademirådet.
Man kan i hans arbejder spore et slægtskab med malere som Niels Strøbek, Søren Elgaard, Richard Estes og Jørgen Boberg. Han har uden at underlægge sig tendenser, stilretninger og strømninger ikke blot dyrket stederne, landskaberne, byrummene med de ting, magtsymboler og de nødvendige installationer mennesker efterlader, men også portrætter. Som det hedder i Weilbachs Kunstnerleksikon: ”Billederne har stadig karakter af samtidsskildringer… men deres mere eller mindre iøjnefaldende forandring i forhold til det oprindelige udgangspunkt gør, at man oplever de i grunden velkendte motiver, som om man så dem for første gang.”
Hagens billeder kommer i tematiske serier. I 2022 har han med separatudstillingen CYKLUS på Galleri Christoffer Egelund som konsekvens af en cirkulær motivverden udelukkende vist cirkelrunde lærreder; naturens evige fornyelse som spirer, modnes og går til i en skabelsesproces så vedvarende, at Hagen undertiden maler på trods af de årstider, som han samler udtryk fra. 
Som portrætmaler har han med portrætter af personligheder som Ghita Nørby, Michael Kvium, Jacob Haugaard, Jørgen Glenthøj vist en evne til at få et symbolsk indhold indarbejdet som matcher deres personlighed. I Nørbys tilfælde som gudinden Athene på en imaginær baggrund af knækkede træer fra Tunguska-eksplosionen i Sibirien 1908. 
Søren Hagen har bl.a. udstillet på ARoS Aarhus Kunstmuseum, Skive Kunstmuseum, Folketinget, Charlottenborg, Sophienholm, Kastrupgårdsamlingen. Søren Hagens hjemmeside Arkiveret 19. maj 2022 hos  Wayback Machine.

## Kontrovers
Søren Hagen blev august 2015 frikendt for at selvplagiere maleriet ”Et sted i Woodstock” i form af en væsentlige større version i et andet lys til en central placering i Kastrupgårdsamlingen. Sagen var anlagt af kunstsamleren James Lorentzon, der frygtede værdiforringelse af sin kollektion af Søren Hagen-billeder. Sagen faldt dog efter en ekspertudtalelse til retten i Glostrup fra museumsinspektør Birgitte Anderberg fra Statens Museum for Kunst, der ikke opfattede det andet billede som en kopi af det første. ”Hun opfattede det ikke som samme maleri,” hedder det i retsakterne. 

## Separatudstillinger
- "Athene", Ghita Nørby portrætteret af Søren Hagen. Oliemaleri.2022 Galleri Christoffer Egelund, København,
- 2018-21 Galleri Franz Petersen, Horsens,
- 2017 Folketeatret ”Ghita Nørby” 60 års jubilæum,
- 2013/14 Iscenesættelser, Kastrupgårdsamlingen, Kastrup,
- 2011 On Paper. Galleri Christoffer Egelund, København,
- 2011 Galleri Brænderigården, Horsens,
- 2010 Galerie en Beeldentuin, Haag, Holland,
- 2009 Galerie Egelund, København,
- 2008 Odsherreds Kunstmuseum,
- 2007 Galerie en Beeldentuin, Haag, Holland,
- 2007 Galleri Dansk Svenska Kompaniet, Sverige,
- 2006 Galerie Egelund, København,
- 2006 Galleri Brænderigården, Horsens,
- 2003 Galerie Egelund, København,
- 2003 Galerie C., Århus,
- 2003 Galerie en Beeldentuin, Haag, Holland,
- 2000 Galerie Egelund, København,
- 1999 Galerie en Beeldentuin, Haag, Holland,
- 1994 Gallerihuset, København,
- 1992 Gallerihuset, København,
- 1989 Galleriet i Farvergade, København,
- 1988 Galerie Slugen, Esbjerg,
- 1986 Galerie Passepartout, København,

## Hæder
- C.O. Carlsens præmie af Akademirådets og Kunstnersamfundets jury,
- Henry Heerups legat,
- Kunstmaler H.C. Koefoeds og C. Kofoeds legat,
- Theodor von Irgens-Bergh og Hustru Gisela von Irgens-Berghs kunstnerlegat,
- Vinder af konkurrencen Mit bedste kunstværk, Charlottenborg, København,
- De Bielkeske Legater/Stiftelsen, Sorø Akademi,
- Bikubenfonden,
- Ingeniør Kaptajn Aage Nielsens Familiefond,
- Knud Højgaards Fond,
- JL-Fondet,
- Georg Harms Fond,
- Årets Kunstner, Kunstprisen 2003, Jyllands-Posten,
- Solarfonden,
- Holger Stjernholms Fond,
- Højesteretssagfører C.L. Davids legat,
- Augustinus Fonden,
- Aage & Johanne Louis-Hansens Fond,
- Jyllands-Postens Fond,
- L.F. Foghts Fond